# Hans Heinrich Eegberg
Hans Heinrich Eegberg (døbt 3. marts 1723 i Kalundborg, begravet 11. maj 1784 i Fredericia) var en dansk tegner og maler. Man ved ikke, hvilken oplæring eller uddannelse han har haft.
Han er særlig kendt for sine prospekter fra København som han udførte på opfordring fra kongen i årene 1745–50 i samarbejde med Johannes Rach. Enkelte af malerierne er baseret på kobberstik fra Den Danske Vitruvius og Hafnia Hodierna af Laurids de Thurah. Maleriene anses for at være af stor kulturhistorisk værdi eftersom Eegberg og Rach fremstillede motiverne i farver og viste skildringer af dagliglivet. 
I 1752 blev Eegberg ansat som skribent i Fredericia, hvor han levede indtil sin død i 1784. 
Eegbergs forældre var skoleholder Westi Hansen Eegberg og Valborg Aabye. Hans uddannelsesmæssige baggrund er helt ukendt. Eegberg blev udnævnt til rådstue-, by- og skifteskriver i Fredericia 7. januar 1752. Han blev gift med Susanne Dorothea Hannefelt (døbt 3. juni 1735 i Rise – 23. december 1785 i Fredericia), datter af amtsforvalter og assessor Johan Christopher Hannefelt og Sophie Margaretha NN.

## De københavnske og danske prospekter
Rach og Eegbergs navne er helt og holdent knyttet til de malede prospekter, som de sammen udførte i årene 1747-1750, og som blev leveret til hoffet. Begge malere har signeret værkerne, og derfor kan deres indsats ikke skilles ad og bedømmes separat.
Malerierne fordeler sig på motiver fra København (75), danske købstæder og offentlige bygninger i øvrigt (52), enkelte norske og holstenske prospekter samt en serie på 33 malerier om samernes liv i Lapland.
Rach og Eegberg fik delvist motiverne udstukket af den lærde biskop og topografiske forfatter Erik Pontoppidan. Desuden er mange af malerierne baseret på samtidige grafiske forlæg, bl.a. Laurids de Thurahs Danske Vitruvius og Hafnia Hodierna samt for finlapmotivernes vedkommende skitserne til Knud Leems værk om samerne.
Selve kvaliteten af kompositionerne er ringe, med perspektiviske fejl mm. Men farverne gengiver præcist byhusenes farvesætning, personers klædedragt mm., og den topografiske værdi er stor.

## Senere værker
Fra Eegbergs hånd findes der kun nogle enkelte bevarede arbejder fra Fredericia, bl.a. kongeparrets portrætter, som han skænkede til rådsstuen. De viser, at han i sin embedsmandsperiode ikke helt lagde penslerne på hylden. 

## Værker
Af Eegbergs og Rachs samarbejde
- 177 malede prospekter udført på kgl. bestilling (1747-50, Nationalmuseet, enkelte i Københavns Museum)
- 33 malerier af samernes liv, efter skitser af Knud Leem (Nationalmuseet, Etnografisk Samling)

Af Eegberg alene:
- Sorgenfri Slot (1745, Det Nationalhistoriske Museum på Frederiksborg Slot)
- 2 prospekter af Fredericia (1761, Fredericia Rådhus)
- Frederik V og Dronning Louise (kopier efter Carl Gustaf Pilo, Fredericia Rådhus)